# 1831 au Canada
Pour un article plus général, voir Chronologie du Canada.
Cet article traite des événements qui se sont produits durant l'année 1831 au Canada.

## Événements

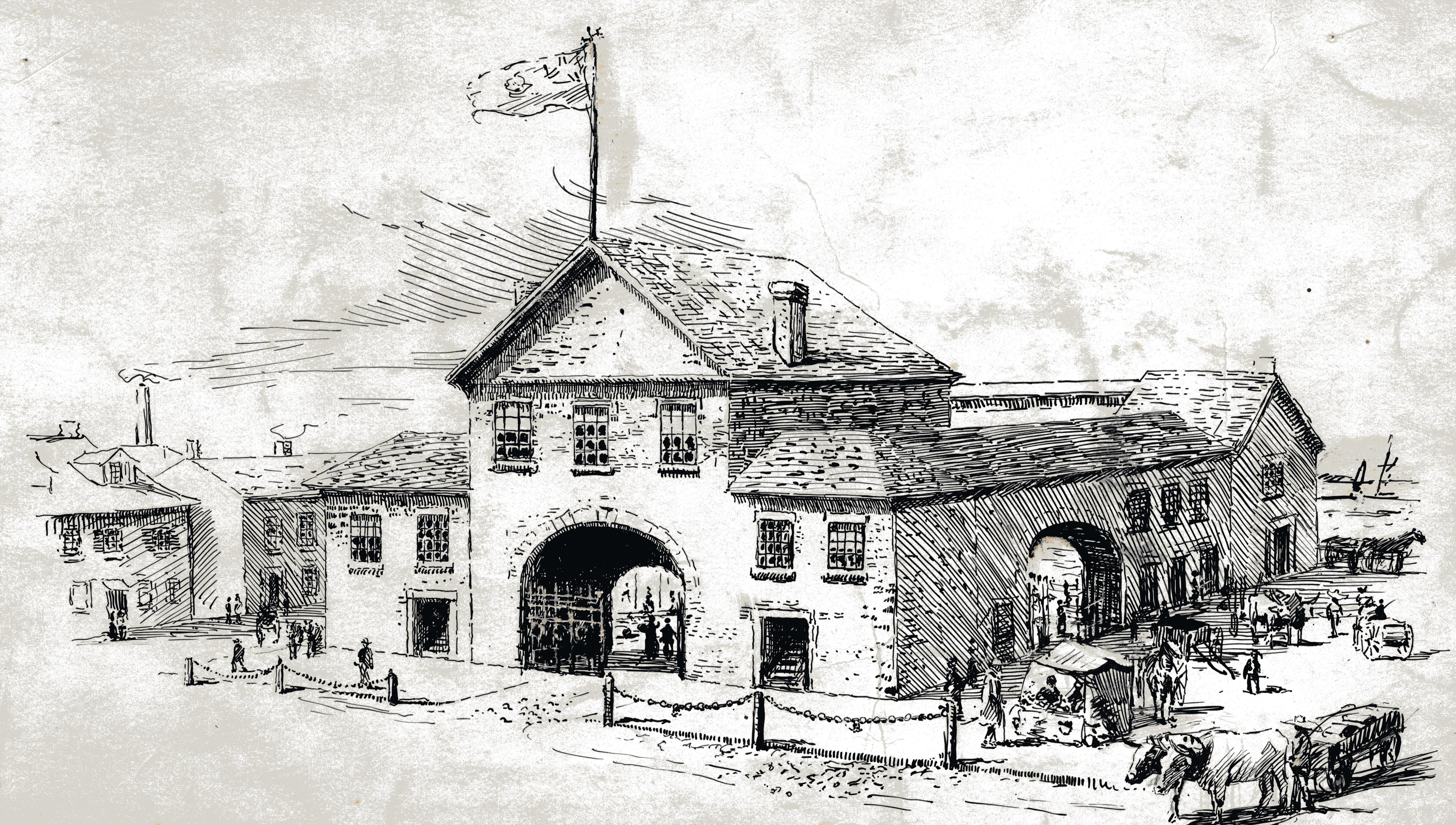
Second marché à York (Toronto).

- 7 janvier : début du onzième parlement du Haut-Canada (en).
- 24 janvier : début de la quatorzième législature du Bas-Canada.
- 3 février : début de la treizième assemblée générale de l'Île-du-Prince-Édouard (en).
- 7 février : début de la dixième législature du Nouveau-Brunswick (en).
- Recensement du Bas-Canada [1].
- Louis-Joseph Papineau fait passer une loi reconnaissant l'égalité de tous les citoyens. Cette loi va permettre aux Juifs de pouvoir occuper les mêmes fonctions que tout autre citoyen.

### Exploration de l'Arctique
- 1er juin : James Clark Ross atteint le pôle Nord magnétique sur la péninsule Boothia.

## Naissances
- 4 janvier : Abner Reid McClelan, lieutenant-gouverneur du Nouveau-Brunswick.
- 20 janvier : Louis-Siméon Morin, avocat et homme politique.
- 14 février : Camille Lefebvre, prêtre.
- 1 mai : Emily Stowe, première femme médecin au Canada.
- 7 juin : Joseph Daigle (homme politique) († 12 mars 1908)
- 16 août : John Jones Ross, homme politique et premier ministre du Québec. († 4 mai 1901)
- 16 décembre : Henri-Raymond Casgrain (personnalité religieuse) († 11 février 1904)

## Décès
- 11 juillet : René Boileau, homme politique (° 26 octobre 1754).
- 26 octobre : Jacques Labrie, médecin et homme politique.